# Sławięcice (gmina)
Sławięcice (do 1954 Blachownia Śląska) – dawna gmina wiejska istniejąca w latach 1973–1975 w woj. opolskim (dzisiejsze woj. opolskie). Siedzibą władz gminy były Sławięcice (obecnie dzielnica Kędzierzyna-Koźla), które nie wchodziły w jej skład, stanowiąc odrębną gminę miejską.
Gmina Sławięcice została utworzona 1 stycznia 1973 w powiecie kozielskim w woj. opolskim; w skład gminy weszły obszary 3 sołectw: Cisowa, Lenartowice i Miejsce Kłodnickie.
1 czerwca 1975 gmina weszła w skład nowo utworzonego (mniejszego) woj. opolskiego.
30 października 1975 gmina została zniesiona, a jej obszar (łącznie z miastem Sławięcice) przyłączono do Kędzierzyna, po paru dniach przemianowanego na Kędzierzyn-Koźle.